# Chromatomyia dorsata
Chromatomyia dorsata är en tvåvingeart som beskrevs av Friedrich Georg Hendel 1920. Chromatomyia dorsata ingår i släktet Chromatomyia och familjen minerarflugor.
Artens utbredningsområde är Kroatien. Inga underarter finns listade i Catalogue of Life.